# Josh Okogie
Joshua Aloiye «Josh» Okogie (Lagos, 1 de septiembre de 1998) es un baloncestista nigeriano, nacionalizado estadounidense, que pertenece a la plantilla de los Houston Rockets de la NBA. Con 1,93 metros de estatura, juega en la posición de escolta.

## Trayectoria deportiva

### Universidad
Jugó dos temporadas con los Yellow Jackets del Instituto Tecnológico de Georgia, en la que promedió 16,9 puntos, 5,8 rebotes, 2,0 asistencias y 1,5 robos de balón por partido. En su primera temporada fue incluido en el mejor quinteto de novatos de la Atlantic Coast Conference, mientras que al año siguiente lo sería en el tercer quinteto absoluto de la conferencia.
Treas su segunda temporada en los Yellow Jakcets, anunció su intención de presentarse al Draft de la NBA. Aunque en un principio no contrató agente, dejando la puerta abierta al regreso, finalmente confirmó su postura, renunciando a los dos años que le quedaban de universidad.

#### Estadísticas
| Año     | Equipo       | PJ | PT | MPP  | %TC  | %3P  | %TL  | RPP | APP | ROB | TPP | PPP  |
| ------- | ------------ | -- | -- | ---- | ---- | ---- | ---- | --- | --- | --- | --- | ---- |
| 2016–17 | Georgia Tech | 37 | 37 | 30.8 | .453 | .384 | .747 | 5.4 | 1.6 | 1.3 | .7  | 16.1 |
| 2017–18 | Georgia Tech | 24 | 24 | 36.4 | .416 | .380 | .821 | 6.3 | 2.5 | 1.8 | 1.0 | 18.2 |
| Total   | Total        | 61 | 61 | 33.0 | .437 | .382 | .777 | 5.8 | 2.0 | 1.5 | .8  | 16.9 |

### Profesional

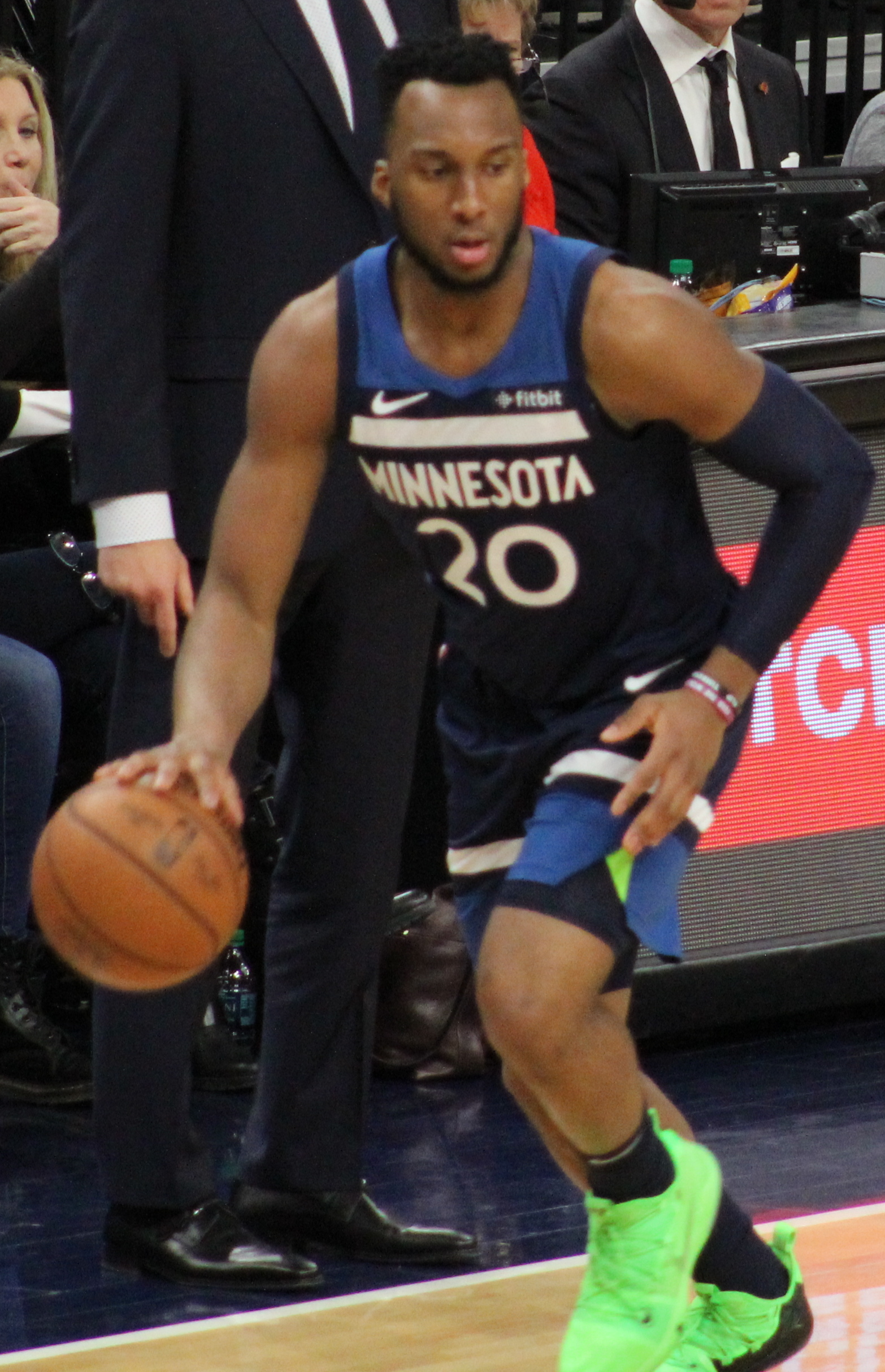
Okogie con Minnesota Timberwolves en 2019.

Fue elegido en la vigésima posición del Draft de la NBA de 2018 por Minnesota Timberwolves.
Tras cuatro años en Minnesota, el 2 de julio de 2022 firma un contrato por un año con Phoenix Suns.
El 11 de julio de 2024 renueva con los Suns, por dos temporadas y $16 millones.
El 15 de enero de 2025, Okogie y tres futuras selecciones de segunda ronda fueron transferidos a los Charlotte Hornets a cambio de Nick Richards y una futura selección de segunda ronda del draft. El 15 de julio de 2025 fue cortado por los Hornets.
El 22 de julio de 2025 firma por una temporada con Houston Rockets.

## Selección nacional
En verano de 2021, fue parte de la selección absoluta nigeriana que participó en los Juegos Olímpicos de Tokio 2020, que quedó en décimo lugar.

## Estadísticas de su carrera en la NBA

### Temporada regular
| Año     | Equipo    | PJ  | PT  | MPP  | %TC  | %3P  | %TL  | RPP | APP | ROB | TPP | PPP |
| ------- | --------- | --- | --- | ---- | ---- | ---- | ---- | --- | --- | --- | --- | --- |
| 2018-19 | Minnesota | 74  | 52  | 23.7 | .386 | .279 | .728 | 2.9 | 1.2 | 1.2 | .4  | 7.7 |
| 2019-20 | Minnesota | 62  | 28  | 25.0 | .427 | .266 | .796 | 4.3 | 1.6 | 1.1 | .4  | 8.6 |
| 2020-21 | Minnesota | 59  | 37  | 20.3 | .402 | .269 | .769 | 2.6 | 1.1 | .9  | .5  | 5.4 |
| 2021-22 | Minnesota | 49  | 6   | 10.5 | .404 | .298 | .686 | 1.4 | .5  | .5  | .2  | 2.7 |
| 2022-23 | Phoenix   | 72  | 26  | 18.8 | .391 | .335 | .724 | 3.5 | 1.5 | .8  | .5  | 7.3 |
| 2023-24 | Phoenix   | 60  | 11  | 16.0 | .417 | .309 | .745 | 2.6 | 1.1 | .8  | .4  | 4.6 |
| 2024-25 | Phoenix   | 25  | 1   | 14.0 | 491  | .381 | .688 | 2.9 | .6  | .8  | .4  | 6.0 |
| 2024-25 | Charlotte | 15  | 6   | 18.3 | .388 | .320 | .774 | 2.7 | 1.3 | 1.8 | .5  | 8.9 |
| Total   | Total     | 416 | 167 | 19.1 | .406 | .299 | .747 | 3.0 | 1.2 | .9  | .4  | 6.3 |

### Playoffs
| Año   | Equipo    | PJ | PT | MPP  | %TC  | %3P  | %TL  | RPP | APP | ROB | TPP | PPP |
| ----- | --------- | -- | -- | ---- | ---- | ---- | ---- | --- | --- | --- | --- | --- |
| 2022  | Minnesota | 1  | 0  | 2.2  | —    | —    | —    | .0  | .0  | .0  | .0  | .0  |
| 2023  | Phoenix   | 10 | 5  | 17.5 | .378 | .143 | .846 | 2.1 | 1.3 | .6  | .2  | 4.1 |
| 2024  | Phoenix   | 4  | 0  | 7.3  | .556 | .333 | .500 | 1.0 | .5  | .5  | .0  | 3.5 |
| Total | Total     | 15 | 5  | 13.8 | .413 | .176 | .737 | 1.7 | 1.0 | .5  | .1  | 3.7 |